# Montevizija
Il Montevizija (in cirillico: Монтевизија; noto tra il 2007 e il 2008 come MontenegroSong) è stato un festival musicale montenegrino nato nel 2005 e organizzato dall'emittente radiotelevisiva Radio Televizija Crne Gore (RTGC) per selezionare il rappresentante del Montenegro all'Eurovision Song Contest.

## Storia
Nei primi anni '90 la Repubblica Socialista Federale di Jugoslavia iniziò a disgregarsi e nel 1992 si formò sulle sue ceneri la Repubblica Federale di Jugoslavia (formata unicamente da Serbia e Montenegro). Nello stesso anno la nazione debuttò all'Eurovision Song Contest, tuttavia fu bandita nel 1993 a causa delle sanzioni ONU scaturite dalle guerre jugoslave.
Nel 2003 le repubbliche decisero di formare una confederazione e l'anno successivo poterono prendere parte al concorso europeo. Per garantire equità nella rappresentanza della confederazione, l'emittente UJRT organizzò l'Evropesma (in montenegrino: Еуропјесма, Europjesma), al quale avrebbero preso parte concorrenti provenienti da entrambe le repubbliche. Per la prima edizione le 3 emittenti selezionarono i propri rappresentanti, tuttavia per la seconda edizione furono organizzate il Beovizija per la Serbia e il Montevizija per il Montenegro.
Per due edizioni il Montenegro trionfò all'Europesma, sempre con i No Name, che rappresentarono Serbia e Montenegro all'Eurovision Song Contest 2005 con Zauvijek moja. La band avrebbe dovuto rappresentare la confederazione anche nel 2006, tuttavia con l'indipendenza del Montenegro la confederazione si disgregò.
Entrambe le repubbliche debuttarono come paesi indipendenti all'Eurovision Song Contest 2007, mantenendo i propri metodi di selezione nazionale, anche se il Montenegro rinominò il Montevizija in MontenegroSong (in cirillico: Монтенегро сонг).
Nel 2009 la RTGC iniziò a selezionare internamente i propri rappresentanti.
Senza annunciare ragioni ufficiali, l'emittente montenegrina ha deciso di organizzare nuovamente il Montevizija nel 2018, continuando anche per il 2019. Un'ulteriore edizione era stata confermata anche nel 2020, tuttavia l'emittente annunciò successivamente il ritiro dalla manifestazione.

## Edizioni
| Anno                                   | Luogo                   | Vincitore         | Brano         | Posizione all'ESC |
| -------------------------------------- | ----------------------- | ----------------- | ------------- | ----------------- |
| 2005                                   | RTCG Studio, Podgorica  | No Name           | Zauvijek moja | 7°                |
| 2006                                   | RTCG Studio, Podgorica  | Stevan Faddy      | Cipele        | /                 |
| 2007                                   | RTCG Studio, Podgorica  | Stevan Faddy      | 'Ajde, kroči  | SF 22°            |
| 2008                                   | Shass, Podgorica        | Stefan Filipović  | /             | SF 14°            |
| Nessuna edizione tra il 2009 e il 2017 |                         |                   |               |                   |
| 2018                                   | Hilton Hotel, Podgorica | Vanja Radovanović | Inje          | SF 16°            |
| 2019                                   | RTCG Studio, Podgorica  | D mol             | Heaven        | SF 16°            |